# Chlorops oryzae
Chlorops oryzae är en tvåvingeart som beskrevs av Matsumura 1915. Chlorops oryzae ingår i släktet Chlorops och familjen fritflugor. Inga underarter finns listade i Catalogue of Life.